# 지부티
지부티 공화국(아랍어: جمهورية جيبوتي 줌후리야트 지부티[*], 프랑스어: République de Djibouti 레퓌블리크 드 지부티[*], 소말리어: Jamhuuriyadda Jabuuti, 영어: Republic of Djibouti), 줄여서 지부티(아랍어: جيبوتي 지부티[*], 프랑스어: Djibouti 지부티[*], 소말리어: Jabuuti)는 아프리카 대륙의 아프리카의 뿔 지대에 있는 나라이며 수도는 지부티이다.

## 역사
이슬람의 영향은 기원후 825년부터 시작됐는데 당시 일부 종족(이디오피아 동부에서 온 아파르와 소말리아에서 온 이사스)만이 살고 있었다. 아랍 무역상은 16세기까지 이 지역에 대한 지배를 했으나 프랑스가 도착한 1862년을 기점으로 오복(Obock)과 따주라(Tadjoura)의 술탄의 권력이 약해진다. 프랑스는 바브 알만답 해협의 다른 방향인 아덴(Aden)을 지배한 영국과의 균형을 유지하며 술탄들과 정착을 위한 교섭을 벌여 만 탈러에 소유지를 구입한다. 1888년에 프랑스는 따주라 만의 남부연안에 지부티 시를 건설하기 시작해 대부분 소말리인에 정착이 이루어져 프랑스령 소말릴랜드(French Somaliland)가 형태를 갖춘다. 지부티는 이디오피아 상업의 중계점이 되고 프랑스가 건설한 지부티-아디스 아바다 철도가 완성돼 현재까지 남아있어 전략적으로 상업적으로 이디오피아에 중요한 역할을 한다.
1896년부 프랑스령 소말리아 해안(Côte française des Somalis)이라고 부르다가 1967년 프랑스령 아파르족·이사족 자치령(Territoire français des Afars et des Issas)으로 변경했다. 1977년 국민투표를 거쳐 지부티라는 국명으로 독립했다.

## 지리
지부티는 대륙의 북동부 아프리카의 뿔 지대에 있으며 아덴만과 함께 홍해로 흘러간다. 지부티는 314km의 해안선을 지니며 북쪽은 에리트리아, 남동쪽은 소말리아, 남서쪽은 에티오피아와 국경을 접한다.

## 행정 구역
지부티에는 다음과 같은 주와 시가 있다.
- 지부티시
- 알리사비에주
- 아르타주
- 디킬주
- 오보크주
- 타주라주

## 사람과 언어
구성 민족은 소말리계의 이사족이 60%, 아파르족이 35%이다. 나머지는 유럽인, 아랍인, 에티오피아인 등이다. 이사족과 아파르족의 대립으로 인해서 1990년대에 내전이 일어났다.
종교는 이슬람교가 대부분이고, 유럽인을 중심으로 한 소수 기독교도가 있다.
공용어는 프랑스어와 아랍어이지만, 소말리어와 아파르어가 널리 사용되고 있다.
1992년 9월 4일자 헌법 1조에 "공용어는 아랍어와 프랑스어다."라고 규정했다.
지부티는 프랑스어사용국기구(프랑코포니)의 정회원국이다

## 문화
이슬람풍 문화가 뿌리깊어 다른 아랍권 국가처럼 술을 팔거나 마시지 않으며 프랑스 계통 주민은 남녀 모두 반바지를 착용하는 것이 특징이다. 원주민은 지부티식인 긴바지인 사롱을 착용한다. 여자는 정숙한 롱원피스와 스커트를 입고 샬마라는 얇은 천을 두르고 다닌다.

### 음식

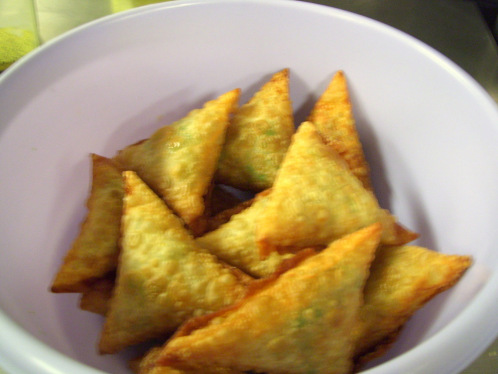
사모사

지부티 요리는 소말리아 요리, 예멘 요리 및 프랑스 요리가 혼합된 것으로 남부 아시아 요리의 영향을 더 많이 받는다. 현지 음식은 일반적으로 샤프란에서 계피에 이르는 많은 중동 향신료를 사용하여 준비된다.

## 외교 관계
중립주의를 지향하여 비동맹외교를 기조로 하고 있다. 지부티와 프랑스 사이의 군사적, 경제적 조약에서 안보와 경제적 원조를 제공받고 있다. 아랍 및 동아시아 국가와의 유대 특히, 일본·중국과의 유대를 환영하고 있다. 지부티는 아랍 연맹, 아프리카 연합, 개발에 관한 정부간 기구(IGAD, Intergovernmental Authority on Development)의 회원국이다.
1977년 12월 7일 대한민국과 수교하여 남한 단독수교국으로 있었다가 1993년에는 조선민주주의인민공화국과도 외교관계를 맺음에 따라 남북한 동시수교국이 되었다. 대한민국은 주(駐)에티오피아 대사가 겸임하고, 지부티는 주(駐)일본 대사가 겸임하고 있다. 주(駐) 지부티 명예영사는 변호사인 Zeinab Kamil Ali이다. 무역규모는 대한민국의 대(對) 지부티 수출액이 1900만 미국달러, 수입액은 거의 미미한 수치이다.(2007년) 한국은 1991년부터 2007년까지 171만7천 미국달러를 지원하였다. 2006년에는 X-ray 장비 및 의전차량의 물자지원과 긴급구호(5만1천 미국달러), 2007년에는 식수개발장비 물자 지원이 이루어졌다. 1988년 서울 올림픽 마라톤에서 후세인 아메드 살레 선수가 동메달을 딴 바 있다.

## 같이 보기
- 락 아베(Lac Abbe, en:Lake Abbe)